# Cónclave de 1774-75
El cónclave papal llevado a cabo entre el 5 de octubre de 1774 al 15 de febrero de 1775 fue el cónclave convocado tras la muerte del Papa Clemente XIV y terminó con la elección del cardenal Giovanni Angelo Braschi, que tomó el nombre de Pío VI.

## Muerte de Clemente XIV
El Papa Clemente XIV falleció repentinamente el 22 de septiembre de 1774 a la edad de 68 años. Su pontificado estuvo marcado por el problema con la Compañía de Jesús. Los distintos tribunales de la Casa de Borbón y el Reino de Portugal (de la Casa de Braganza) instó a la supresión general de la orden. El Papa trató de defender a los jesuitas y contemporizar, pero finalmente tuvo que capitular, y en 1773 emitió el documento Dominus ac Redemptor, que suprimió la Compañía de Jesús. El padre Lorenzo Ricci, general de la orden, fue encarcelado en el castillo Sant'Angelo. Sin embargo, los jesuitas aún tenía muchos adeptos en la Curia romana y en el Colegio cardenalicio. La actitud hacia los jesuitas sigue siendo el criterio principal para la apreciación de los candidatos en los sucesivos cónclaves.

## Participantes
A la muerte de Clemente XIV había 55 cardenales en el Colegio cardenalicio. Dos de ellos murieron durante la sede vacante, mientras que otros nueve se mantuvieron totalmente ausentes. 44 cardenales participaron finalmente en el cónclave:
16 de los cardenales habían sido creados por Clemente XIV, 23 por Clemente XIII, 13 por Benedicto XIV y sólo uno por Inocencio XIII. Mientras que los dos cardenales fallecidos habían sido creados uno por Benedicto XIV y otro por Clemente XIII.

## Divisiones en el Sacro Colegio
El Colegio cardenalicio se dividió en dos bloques: la Curia (projesuita - Zelanti), y otro bloque político (antijesuita). El primero estaba formado por los cardenales italianos de la Curia que se oponían a las influencias seculares en la Iglesia, mientras que los incluían a cardenales de cortes reales católicas. Estos dos bloques no se encontraban de manera homogénea. Los zelanti se dividieron en facciones moderada y radical. El bloque antijesuita se dividió en varios grupos nacionales con intereses diferentes. 
El líder de los zelanti fue el cardenal Marcantonio Colonna. Los otros representantes de esta facción incluían a Giovanni Battista Rezzonico, Carlo Rezzonico (camarlengo de la Santa Iglesia Romana), Gian Francesco Albani, decano del Colegio de Cardenales, y Alessandro Albani, protodiácono. Los Rezzonico representaban el ala radical de esta facción, mientras que los Albani y Colonna representaban al ala moderada. Entre los cardenales antijesuitas, su líder principal era el cardenal de Bernis, embajador de Luis XVI de Francia. Los intereses de Carlos III de España eran representados por Cardona, los intereses de Fernando III de Sicilia por los Orsini, mientras que los de María Teresa I de Austria y su hijo José II, estaban bajo el cuidado de Migazzi y Corsini. Aun así, varios cardenales no se contaron entre los miembros de estas facciones.
No hubo favoritos principal en el cónclave. Una treintena de cardenales se consideraban papables.

## El curso del cónclave
El cónclave comenzó el 5 de octubre de 1774. Al principio sólo había 28 participantes. A mediados de diciembre su número alcanza los 39, mientras que al final del cónclave, cinco cardenales se habían agregado.
El cardenal Marcantonio Colonna, aprovechando el escaso número de electores, sobre todo cardenales curiales que pertenecen a su facción zelanti, trató de liberar de la cárcel el padre Ricci. Esta iniciativa obtuvo el apoyo del camarlengo Carlo Rezzonico y del cardenal de York, pero la facción antijesuítica fue lo suficientemente fuerte como para frustrar sus planes.
Todos los días se llevaba a cabo al menos una votación, pero ningún candidatos con altas posibilidades para la elección fueron propuestos al principio, ya que el número de electores era relativamente pequeño y se vieron obligados a esperar la llegada de los demás, especialmente de los representantes de las cortes reales, que no residían en Roma. Los zelanti votaron principalmente por su líder Colonna, quien recibió el mayor número de votos en las votaciones iniciales, pero ciertamente no tenía posibilidades de obtener la mayoría necesaria de los dos tercios. Algunos otros candidatos fueron también presentadas por los zelanti, pero fueron rechazados por los cardenales políticos, como demasiado pro-jesuitas. Contra la candidatura de Giovanni Carlo Boschi los cardenales de Borbón incluso pronunciaron un veto.

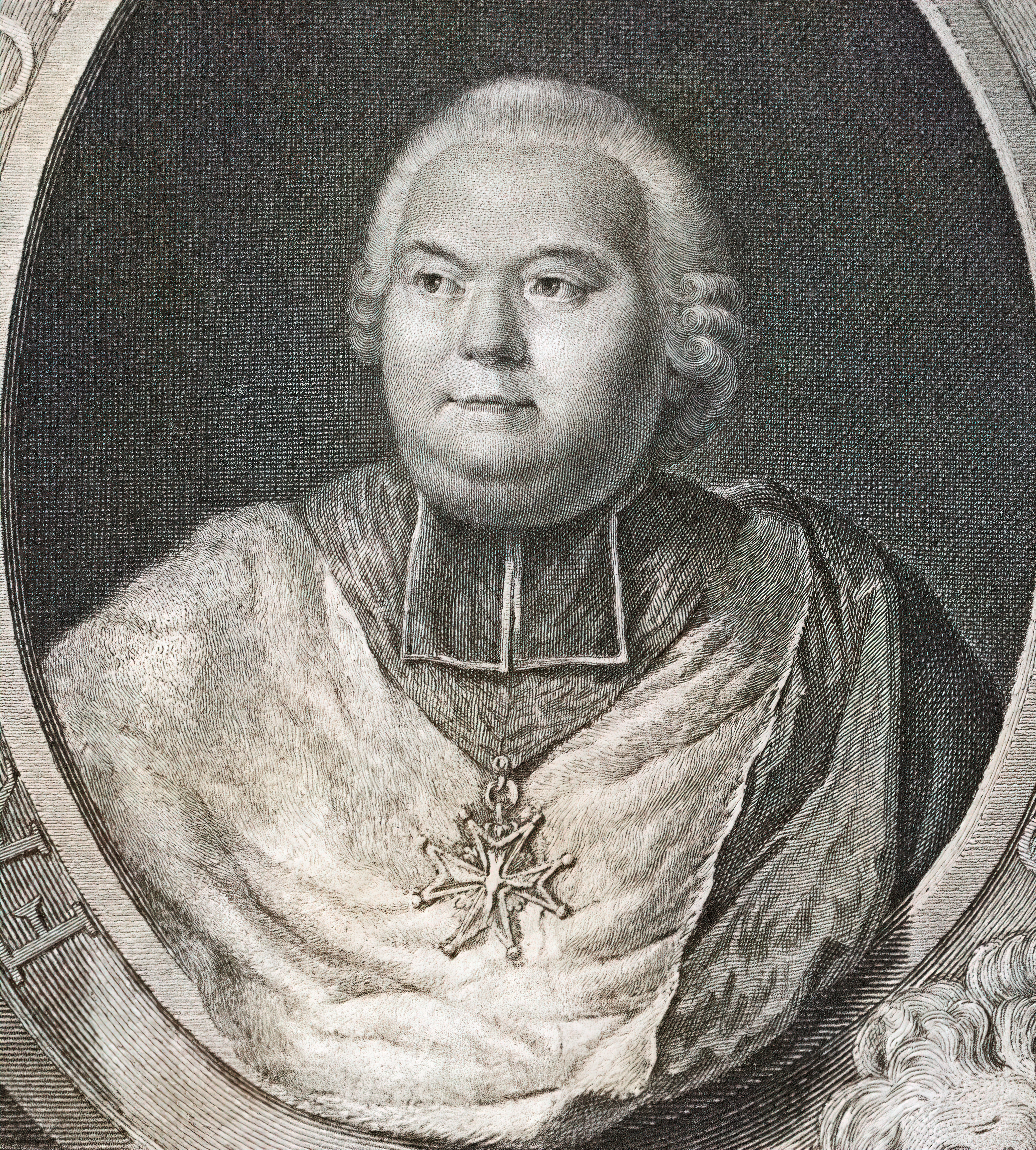
El cardenal de Bernis.

Aunque las facciones de las cortes cooperaron por el bloqueo de los candidatos zelanti, no pudieron ponerse de acuerdo sobre uno de los suyos. España apoyó a Pallavicino, mientras que Austria favorecía a Visconti, ex-nuncio en Viena. Hacia finales de 1774 apareció por primera vez el nombre del joven cardenal Giovanni Angelo Braschi, de 57 años, que pertenecía al ala moderada de la facción zelanti. Fue propuesto por el cardenal Bernardino Giraud, y obtuvo un número significativo de votos. Esta vez los cardenales antijesuitas rechazaron a Braschi, aunque el cardenal de Bernis en su informe para la corte francesa lo describió como un hombre moderado y aceptaba apoyarlo a él en el futuro, si ningún candidato mejor se encontraba.
En enero de 1775 varios cardenales fueron propuestos por la facción antijesuita, pero sin ningún éxito significativo, porque los zelanti rechazaban a todos los candidatos recomendados por los monarcas. El cardenal Zelada trató de mediar entre las facciones, proponiendo reducir el número de candidatos a seis, de los cuales cada uno de los dos bloques propondría a tres, y entre ellos elegirían al más aceptable. Pero esta iniciativa también fracasó.
Poco a poco los cardenales franceses llegaron a la conclusión de que era imposible encontrar un mejor candidato con posibilidades para la elección, de lo que inicialmente había sido el cardenal Braschi. Éste fue el momento decisivo del cónclave. La candidatura de Braschi ganó aliados importantes e influyentes. Sin embargo, España y Portugal aún seguían opuestos a él, ya que lo veían como demasiado apegado a los jesuitas. Braschi también había encontrado algunos opositores en el ala radical de su propio partido. Para asegurar la mayoría necesaria para Braschi, el cardenal de Bernis se alineó con el cardenal Zelada: de Bernis convencería a las facciones políticas, mientras que Zelada superaría la oposición entre los radicales zelanti.

## Elección de Pío VI
El 15 de febrero de 1775, después de 134 días de deliberación, en la votación número 265, el cardenal Giovanni Angelo Braschi fue elegido al papado luego de recibir todos los votos, excepto el suyo, que dio a Gian Francesco Albani, decano del Sacro Colegio de Cardenales. Tomó el nombre de Pío VI, en honor de San Pío V.
El 22 de febrero, fue consagrado obispo de Roma por el Cardenal Decano Albani, con la asistencia del sub-decano Enrique Benedicto Estuardo, y del Camarlengo Carlo Rezzonico. El mismo día también fue solemnemente coronado por el cardenal Alessandro Albani, protodiácono.